# Kerobokan-gevangenis
De Kerobokan is een Indonesische gevangenis in Kerobokan, gelegen op het eiland Bali.
De gevangenis is geopend in 1979 en huisvest zo'n 1000 mannelijke en vrouwelijke gevangenen van verschillende nationaliteiten.

## Bekende gevangenen
- Schapelle Corby - Australische drugssmokkelaar die veroordeeld is tot 20 jaar
- Michael Blanc - Een Franse drugsmokkelaar, veroordeeld tot levenslang
- Daders van de Bomaanslagen op Bali op 12 oktober 2002 - Amrozi bin Nurhasyim en Imam Samudra - geëxecuteerd
- Ronnie Ramsay - De drugsverslaafde broer van chef-kok Gordon Ramsay
- Bali Nine - Negen Australiërs aangehouden op luchthaven Ngurah Rai, Denpasar vanwege drugssmokkel.